# Marija Petković
Marija Petković (Blato, Korčula, 10. prosinca 1892. – Rim, 9. srpnja 1966.), redovničkoga imena Marija od Propetog Isusa, poznata i kao Majka Marija Petković, bila je hrvatska časna sestra, utemeljiteljica redovničke zajednice Kćeri Milosrđa sv. Franje, jedine redovničke zajednice osnovane u Hrvatskoj. Blaženica je Katoličke Crkve.

## Životopis

### Djetinjstvo
Rođena je 10. prosinca 1892. na Korčuli u Blatu u obitelji Antuna i Marije (rođ. Marinović).
S pet je godina pošla u osnovnu školu, koju je završila s jedanaest godina. S 14 godina obećala se na djevičanstvo. Kada je imala 19 godina umro joj je otac i otada se brinula o mlađim sestrama blizankama. Uz to je godinama, samoinicijativno okupljala djecu siromašnih obitelji, poučavala ih je vjeronauku i glavnim predmetima pučke škole.
Djelovala je u više katoličkih društava; osnovala je 1917. udrugu Dobri pastir te udrugu Katoličke majke (1915.).

### Osnivanje i širenje redovničke zajednice
Na poticaj je dubrovačkoga biskupa Josipa Marčelića 1919. postavila temelje svoje buduće redovničke zajednice, Kćeri Milosrđa sv. Franje, zamišljene »za odgoj i izobrazbu domaće ženske mladeži«.
To je bilo kad su Službenice Milosrđa napustile kuću u Blatu, pa ju je njezin duhovnik, biskup Marčelić, pozvao te je preuzela skrb za tu kuću. Ondje se skupa s nekolicinom svojih kolegica pobrinula i za ustanove njoj pripojene. 4. listopada 1920., na blagdan sv. Franje, a na poticaj biskupa Marčelića, utemeljila je družbu Kćeri Milosrđa. 1923. je dovela svoje sestre u Suboticu da bi pomagale u sirotištu „Kolijevka”, a u isto vrijeme je skupljala pomoć po salašima za ljude iz svojega kraja kojima je trebala pomoć. U prosincu 1956., zajednica je dobila papinsko priznanje i odobrenje konstitucija. Prvi samostan osnovan je u Blatu na Korčuli, a drugi u Subotici. Godine 1936. prva skupina sestara uputila se u Južnu Ameriku.
S drugom grupom pošla je i Marija, 1940. godine, i započela svoj rad u Argentini. Zbog rata u Europi provela je u Južnoj Americi dvanaest godina te ondje osnovala brojne redovničke zajednice i samostane.

### Povratak u Europu
Godine 1952. vraća se u Europu i prenosi u Rim vrhovnu upravu reda i generalnu kuću. Godine 1959. nakratko je posjetila domovinu. Godine 1961. odrekla se vrhovne uprave.
Umrla je u Rimu 9. srpnja 1966. godine, a njezini posmrtni ostatci nakon tri godine preneseni su s rimskoga groblja Campo Verano u kapelicu središnje kuće. Godine 1998. posmrtni ostatci preneseni su u kriptu novoga svetišta u prizemlju matične kuće u Blatu.

## Djela
Rukopisna ostavština bl. Marije Propetog Isusa Petković postumno se priređuje i objavljuje.
- Poruke vjere (1990.)
- Prema Ocu (2002.)
- Sve za Isusa : autobiografija i duhovni zapisi (2003.)
- Upute za nadstojnice i duhovne učiteljice (2006.)
- Vapaji duše : duhovne vježbe (2008.)
- Križni put : pred Svetim Sakramentom (2008.)
- Privatni duhovni dnevnik (2014.)
- Tajne duše (2016.)

## Štovanje
Družba je godine 1989. pokrenula biskupijski postupak za njezino proglašenje blaženom. Postupak je završen 1997. godine i proslijeđen Kongregaciji za kauze svetaca. Dana 5. srpnja 2002. proglašen je Dekret o njezinim junačkim krepostima te Dekret o čudu 20. prosinca 2002. godine. Papa Ivan Pavao II. proglasio ju je blaženom 6. lipnja 2003. u Dubrovniku, prilikom trećega posjeta Hrvatskoj.
Dana 26. kolovoza 1988. dogodilo se čudo njezinim zagovorom. Podmornica peruanske vojne mornarice „Pacoca” doživjela je nesreću, mornari su bili u životnoj opasnosti. Roger Cottrina, 42-godišnji poručnik ispričao je kako se u tim teškim trenucima obratio službenici Božjoj Mariji Petković, o kojoj su mu govorile sestre Kćeri Milosrđa, tijekom njegova boravka u mornaričkoj bolnici, gdje je čitao i njezin životopis te je uvjeren da je ona posredovala u spašavanju njega i većega djela mornara na podmornici.

## Zajednica danas
Redovnička zajednica Kćeri Milosrđa sv. Franje danas ima oko 430 časnih sestara, koje djeluju u državama Europe (Hrvatska, Srbija, Bosna i Hercegovina, Slovenija, Njemačka, Italija, Rumunjska) i Južne Amerike (Argentina, Paragvaj, Čile i Peru) te u Kanadi. Kuća matica je u Blatu, središnjica s vrhovnom upravom u Rimu, a u Zagrebu je sjedište Hrvatske provincije Krista Kralja. Vode brigu o Zakladi "Blažena Marija Petković".

## Spomen
- Svetište bl. Marije Petković u Blatu nalazi se u sklopu kuće matice i samostana Družbe sestara kćeri milosrđa Trećega samostanskoga reda sv. Franje, Provincije Krista Kralja u Blatu na Korčuli.
- Zaklada Blažena Marija Petković za pomoć i školovanje siromašne i bolesne djece i mladih, za pomoć obiteljima s brojnom djecom, starijim osobama, te osobama slabijeg imovinskog stanja osnovana je 2005. godine u Zagrebu.
- Dječji vrtić Marija Petković, sa sjedištem u Zagrebu i pet podružnica (Blato, Pula, Split, Čakovec i Osijek).[11]
- Na rimskome Antonianumu 22. studenoga 1966. održan je znanstveni skup o njezinu životu.[2]

### Članci
- Režić, Ksenija. 2003. Blažena Marija od Propetog Isusa (1892.-1966.). Prva hrvatska blaženica. Crkva u svijetu. Sveučilište u Splitu - Katolički bogoslovni fakultet. Split. 38 (4): 582–591

## Vanjske poveznice
Ostali projekti
|  | Zajednički poslužitelj ima još gradiva o temi Marija Petković |
|  | Wikizvor ima izvorni tekst Molitva bl. Mariji Petković        |

Mrežna mjesta
- Službena stranica